# Qaskeleñ
Qaskeleñ (in kazako Қаскелең?; in russo Каскелен?, Kaskelen) è una città della regione di Almaty, nel sud-est del Kazakistan.
È situata sul versante settentrionale del Trans-Ili Alatau. L'omonimo fiume Kaskelen attraversa la città in direzione nord. Qaskeleñ ha 61.371 abitanti (2012) ed è il capoluogo del distretto di Qarasai. Ha ottenuto lo status di città nel 1963.
Qaskeleñ si trova 20 km ad ovest della ex capitale Almaty. A nord della città passa l'autostrada A2, nella tratta che va da Almaty a Kordai.

## Economia
A Qaskeleñ vi è un rivenditore di auto chiamato «Barys», il più grande in termini di superficie di tutta l'Asia centrale.
Nella città si trovano anche grandi industrie, come la «Chamle», produttrice di dolciumi, o la «RotoPak», fabbrica di imballaggi.

## Sport
Nella città ha avuto sede, fino al 2014, la squadra di calcio Sūnqar Futbol Kluby.